# Łośno
Łośno (niem. Lotzen) – wieś w Polsce, położona w województwie lubuskim, w powiecie gorzowskim, w gminie Kłodawa.
W latach 1975–1998 miejscowość administracyjnie należała do województwa gorzowskiego.
Wieś sołecka, położona 13 km na północny wschód od Gorzowa Wlkp., przy lokalnej drodze do Barlinka, w śródleśnej enklawie w Puszczy Gorzowskiej, w otulinie Barlinecko-Gorzowskiego Parku Krajobrazowego. We wsi znajduje się kościół z 1913 roku. Przed kościołem istnieje pomnik ku pamięci mieszkańców poległych w I wojnie światowej. W Łośnie istniała w XIX w. mała huta szkła, obecnie dom mieszkalny.
Przez Łośno prowadzi ciekawy szlak rowerowy Gorzów Wlkp. - Santocko - rezezerwat ”Dębina” - Łośno - Lipy - dolina Santocznej - Santoczno - jezioro Ostrowite - Wojcieszyce - Gorzów Wlkp. o długości 62,4 km.

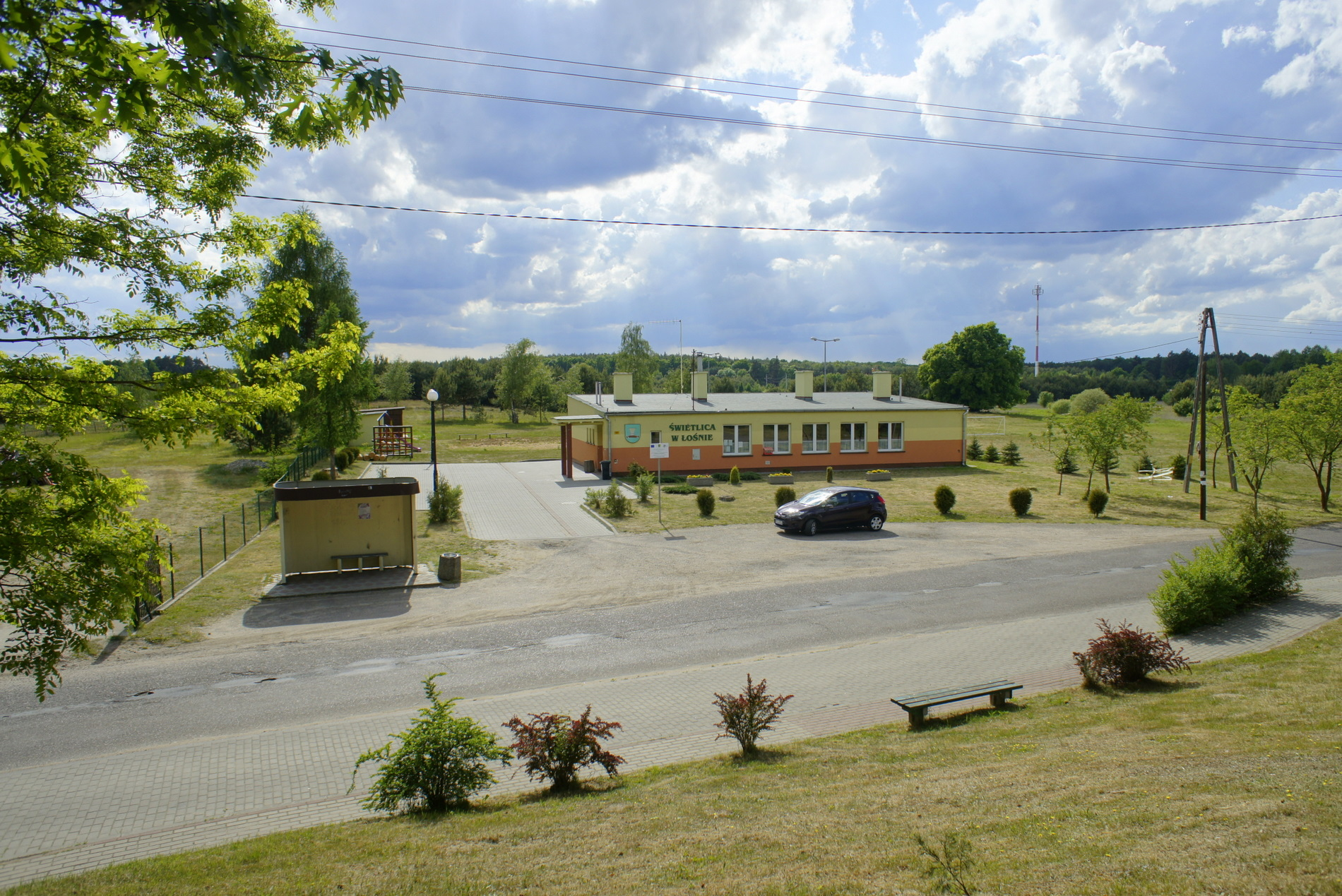
Świetlica
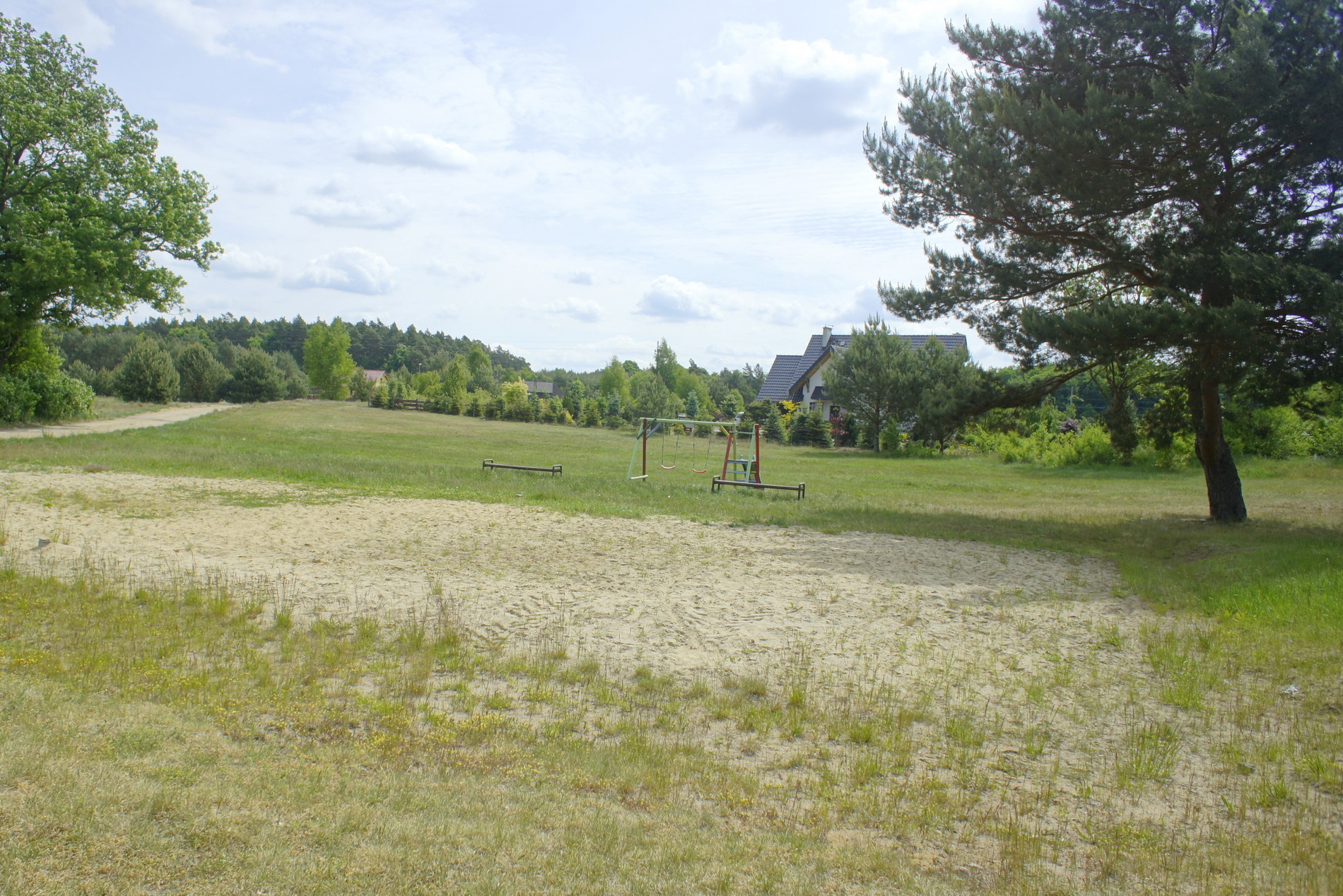
Plac zabaw
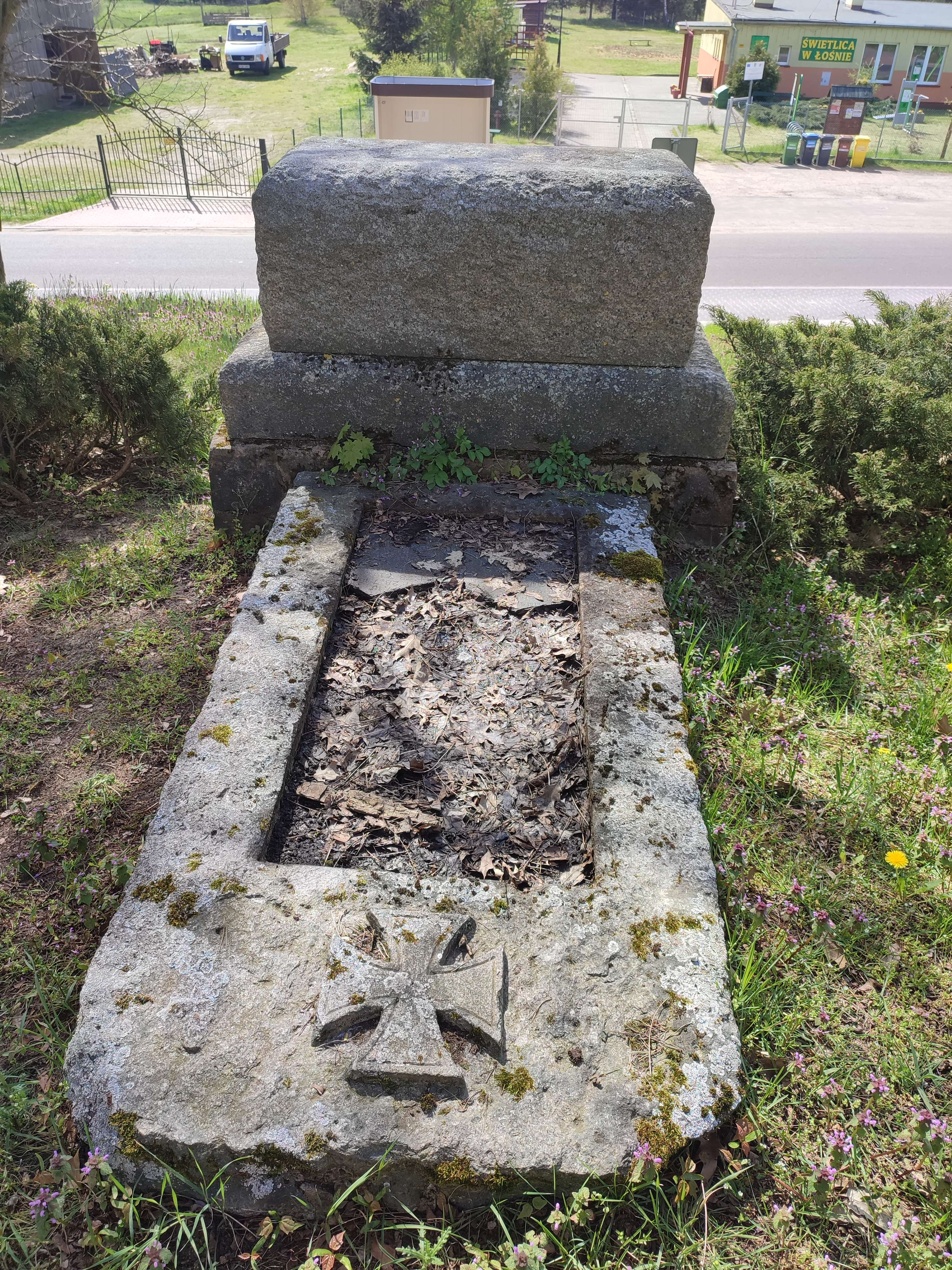
Pomnik ofiar I wojny światowej (stan na maj 2023)
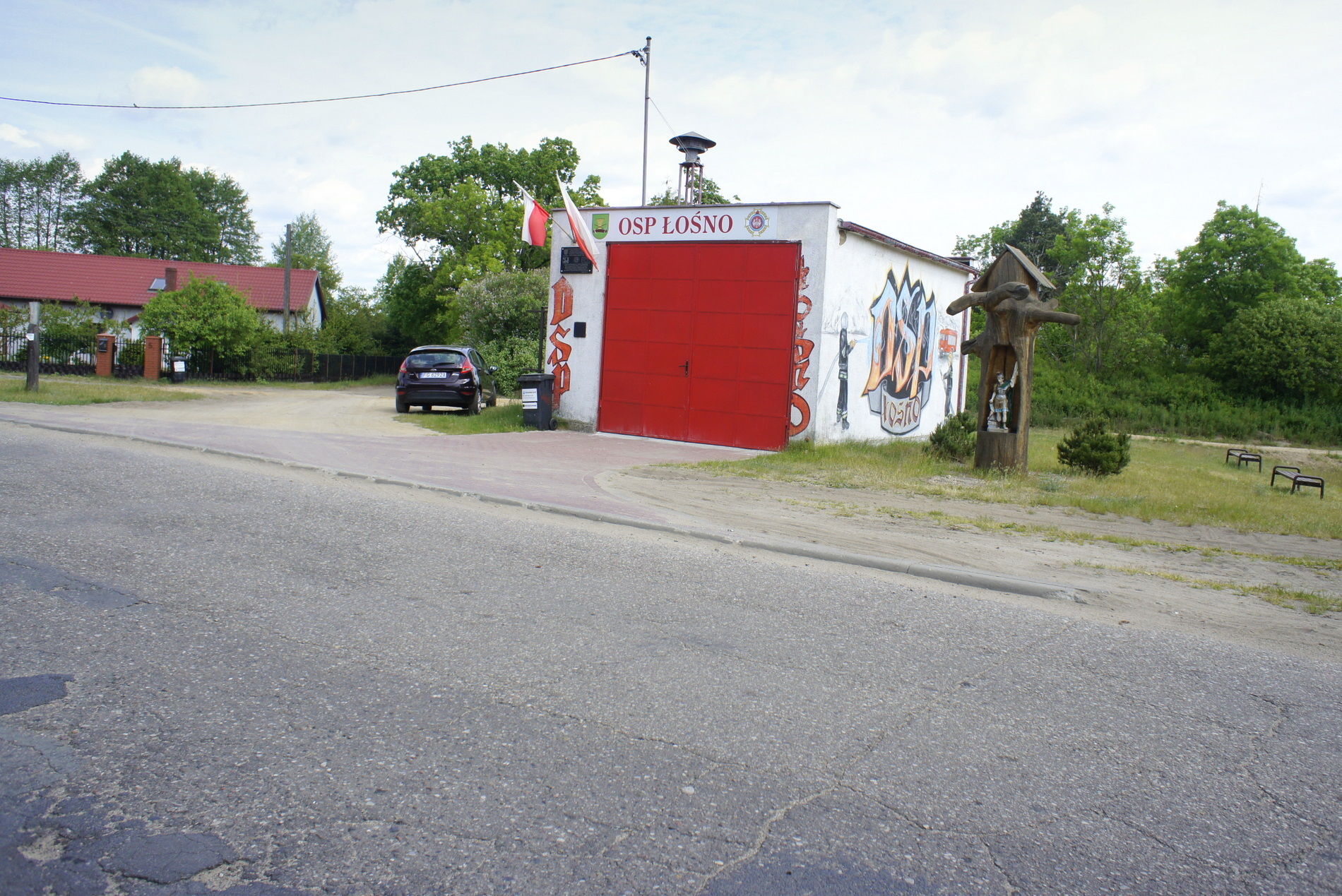
Remiza OSP
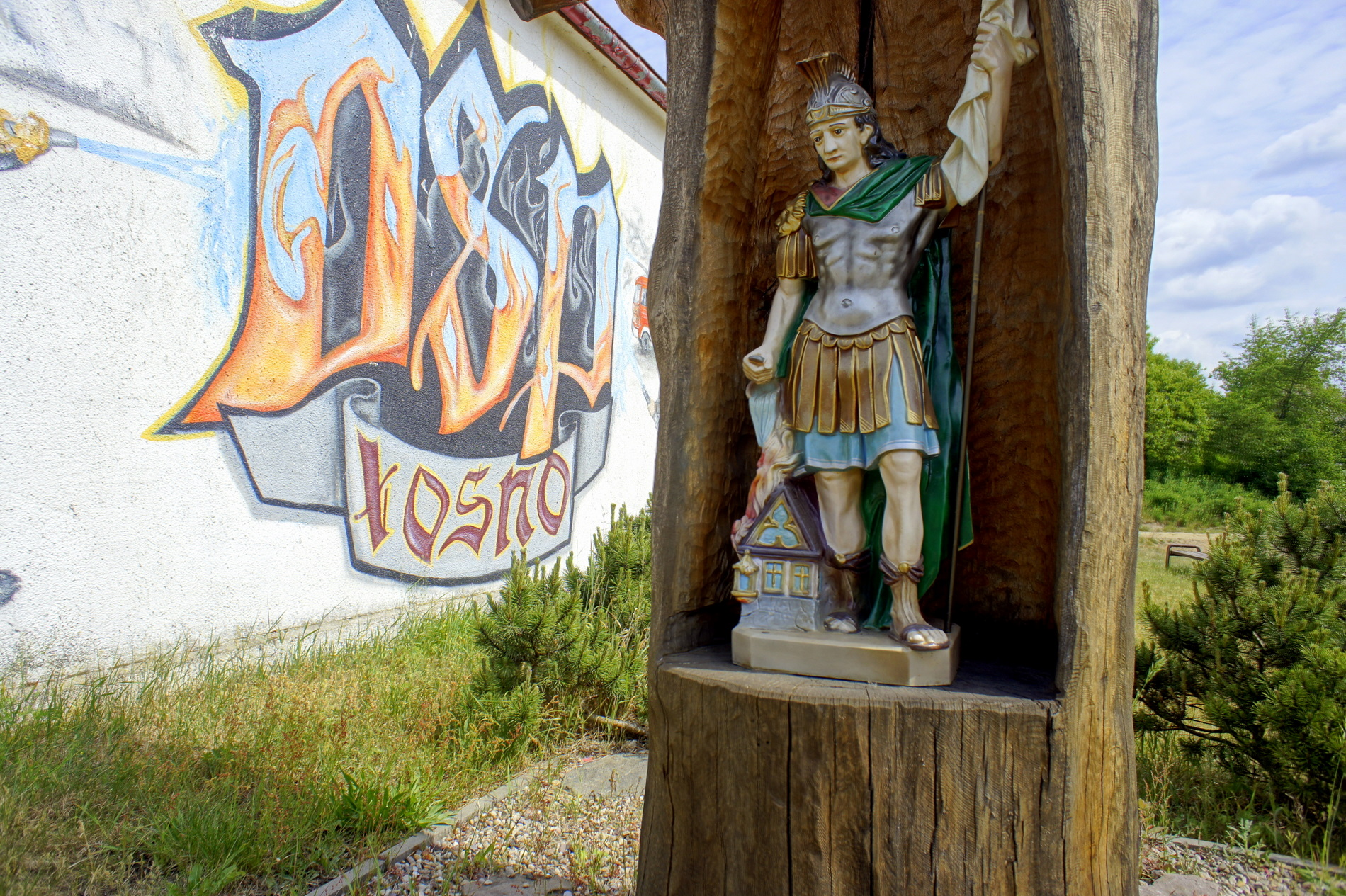
Św. Florian
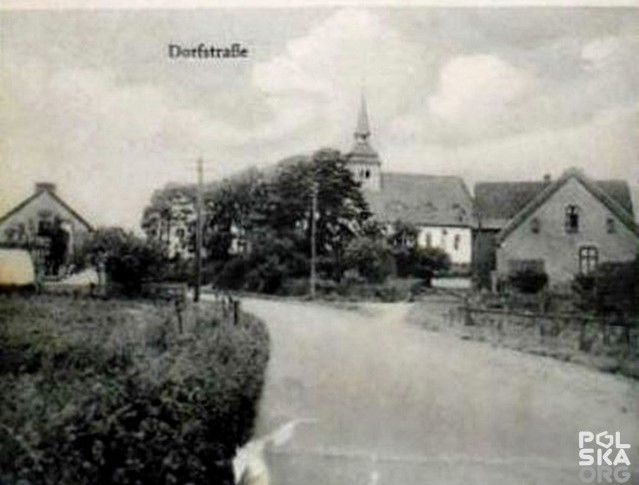
Kościół, fotografia z czasów "niemieckich" (przed 1945)
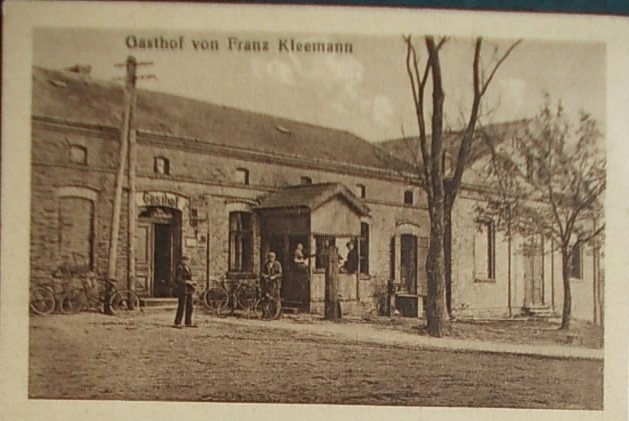
Zajazd w Łośnie, aktualnie dom nr 54 (1/2)
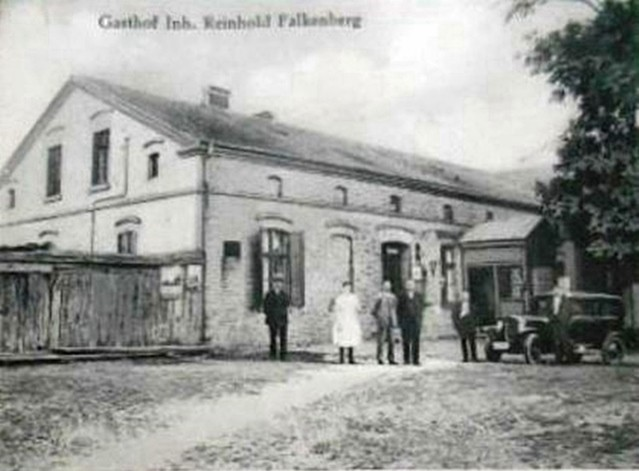
Zajazd w Łośnie, aktualnie dom nr 54 (2/2)

## Zabytki

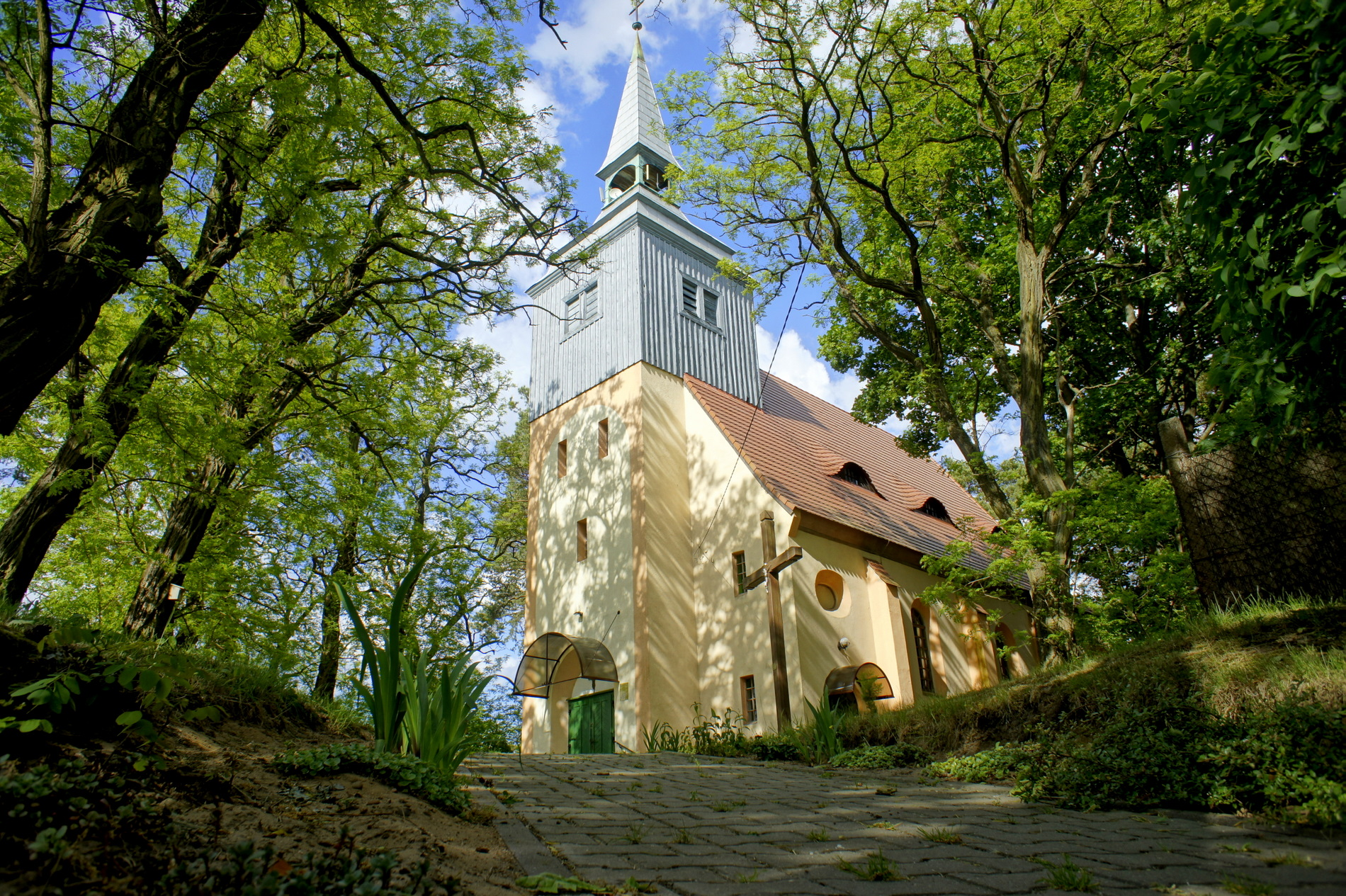
Kościół pw. Świętych Apostołów Piotra i Pawła

Do wojewódzkiego rejestru zabytków wpisany jest:
- dom nr 67, dawna huta, szachulcowy, z 1746 r.